# آتینیویل
آتینیویل (به فرانسوی: Attignéville) یک کمون در فرانسه است که در ووژ (فرانسه) واقع شده‌است. آتینیویل ۱۴٫۶۱ کیلومتر مربع مساحت دارد ۳۰۲ متر بالاتر از سطح دریا واقع شده‌است.